# بیلانبا د آروسا
بیلانبا د آروسا (به اسپانیایی: Vilanova de Arousa) یک شهرستان در اسپانیا است.